# 刻甫斯

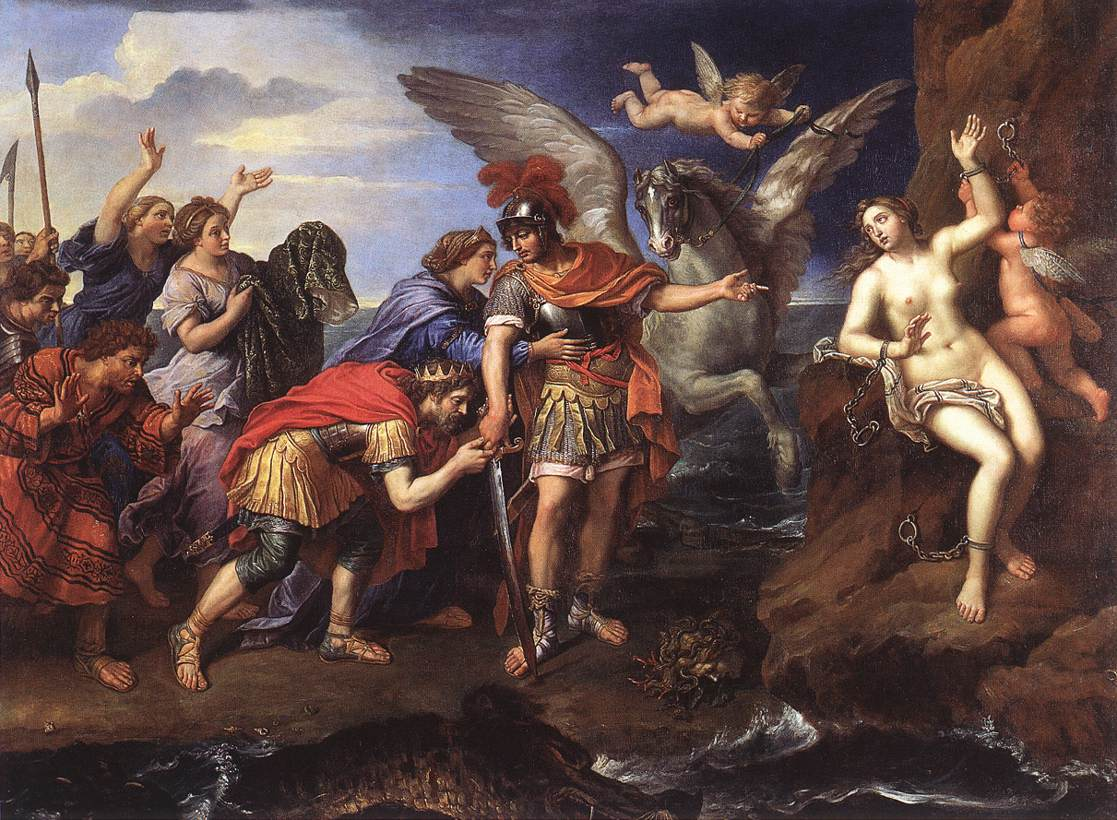
刻甫斯（左）感謝珀爾修斯（中）拯救女兒安德洛墨達（右）

刻甫斯（希臘語：／Cepheus）是希臘神話中的一個人物，衣索匹亞國王。
刻甫斯是柏羅斯之子，卡西歐佩亞的丈夫。由於卡西歐佩亞觸怒海神波賽頓，波賽頓使水患以及海怪刻托斯肆虐衣索匹亞。刻甫斯透過神諭得知必須將女兒安德洛墨達獻祭給刻托斯。
在安德洛墨達被英雄珀爾修斯所救後，刻甫斯為了感謝珀爾修斯，將安德洛墨達許配給他。
刻甫斯後來成為星座仙王座。